# Горобець Юрій Васильович (актор)
Юрій Васильович Горобець (рос. Юрий Васильевич Горобец; 15 березня 1932, Орджонікідзе — 26 червня 2022, Москва) — радянський і російський актор театру і кіно. Чоловік актриси Тамари Лякіної.

## Біографія
Народився 15 березня 1932 року в місті Орджонікідзе (тепер Владикавказ, Північна Осетія, Росія). У дитинстві разом з сім'єю переїхав до міста Єфремова, а потім в Щокіно Тульської області РРФСР. Навчався в Щокінській школі № 2, відвідував міський драматичний гурток, в якому позбувся заїкання, отриманого під час німецько-радянської війни. В 1951 році у випускному класі брав участь як читець на першому Всесоюзному огляді художньої самодіяльності. В ході призову в армію військкомат направив Юрія на вступ у Військову академію бронетанкових і механізованих військ Червоної армії імені Йосипа Сталіна в Москві на інженерний факультет. Але телеграма про перемогу на заключному турі Всесоюзного огляду художньої самодіяльності дала йому можливість вступити до Державного інституту театрального мистецтва, який він закінчив у 1955 році.
Після закінчення вишу за розподілом впродовж 1955—1957 років працював в театрі імені Федора Волкова в Ярославлі. У зв'язку з одруженням переїхав до Одеси, де протягом 1957—1961 років прослужив в Одеському російською драматичному театрі. У 1961 році на запрошення головного режисера Бориса Равенских і директора театру Зайцева приїхав працювати в Москву в театр імені Пушкіна. У 1971 році перейшов в театр імені Маяковського, де служив до 1982 року. Протягом 1982—1989 років — знову в театрі імені Пушкіна. З 1989 року актор Московського художнього академічного театру імені Максима Горького.

## Творчість

### Театральні роботи
Ярославський театр драми імені Федора Волкова
- «Повість про справжню людину» Бориса Полевого — Соколов;
- «Крила» Олександра Корнійчука — Самосуд;
- «Персональна справа» Олександра Штейна — Павлик;
- «В добрий час» Віктора Розова — Олексій;
- «Філумена Мартурано» Едуардо де Філіппо — Амороза;
- «Цар Федір Іоаннович» Олексія Толстого — Багдаєв Курюков;
- «Горя боятися — щастя не бачити» Самуїла Маршака — Мисливець, Пастух, Лікар, Скороход, Купчик, Розбійник, Єгер, Скарбник (одночасно);

Одеський російський драматичний театр
- «У пошуках радості» Віктора Розова — Геннадій;
- «Іркутська історія» Олексія Арбузова — Сергій;
- «Обіцяна зірка» Івана Рядченка — Кареткін;
- «Втрачений син» Олексія Арбузова — Петро;
- «Пізня любов» Олександра Островського — Дормидонт;
- «Третя патетична» Миколи Погодіна — Валерій;

Московський драматичний театр імені Олександра Пушкіна
- «Спокій нам тільки сниться» Юрія Шевкуненка — Максим Світличний;
- «День народження Терези» Геогія Мдівані — Едлай Гамільтон;
- «Сім'я Годефруа» Р. Шнайдера — Вернер;
- «Петрівка, 38» Юліана Семенова — Прохор;
- «Тривожне щастя» Костянтина Фінна — Зотов;
- «Піднята цілина» Михайла Шолохова — Давидов ;
- «Дні нашого життя» Леоніда Андрєєва — Микола Глуховцев, Онуфрій;
- «Шоколадний солдатик» Бернарда Шоу — Капітан Блюнчлі;
- «Зикови» Максима Горького — Муратов;
- «Країна Айгуль» Мустая Каріма —  Мандрівник;
- «Незримий друг» Юрія Осноса — Чайковський;
- «Діти сонця» Максима Горького — Протасов;
- «Месьє Амількар платить» Іва Жаміака — Амількар;
- «Світить, та не гріє» Олександра Островський — Дерюгін;
- «Одруження Белугіна» Олександра Островський — ';
- «Старомодна комедія» Олексія Арбузов — Родіон Миколайович;
- «Безприданниця» Олександра Островський — Кнуров;

Московський академічний театр імені Володимира Маяковського
- «Аристократи» Миколи Погодіна — Громов;
- «Неопублікована репортаж» Рустама Ібрагімбекова — Журавльов;
- «Цивільна справа» Самуїла Альошина — Томілін;
- «Енергійні люди» Василя Шукшина — Аристарх;
- «Проводи» Ізраїля Дворецького — Яранцев;
- «Хай живе королева, віват!» Роберта Болта — Сессіль;
- «Чайка» Антона Чехова — Дорн;
- «Життя Клима Самгіна» Максима Горького — Ротмістр;
- «Діти Ванюшина» Сергія Найдьонова — Ванюшин;

МХАТ імені Максима Горького
- «Зойчина квартира» Михайла Булгакова — Гусь;
- «Пророк» Олександра Пушкіна — Годунов;
- «На дні» Максима Горького — Медведєв;
- «Три сестри» Антона Чехова — Чебутикін;
- «Макбет» Вільяма Шекспіра — Сторож;
- «Біла гвардія» Михайла Булгакова — Жилін;
- «Прибуткове місце» Олександра Островського — Юсов;
- «На всякого мудреця досить простоти» Олександра Островського — Крутицький;
- «Мадам Олександра» Жана Ануя — Поет;
- «Зикови» Максима Горького — Хеверн;
- «Без вини винуваті» Олександра Островського — Дудукин;
- «Васса Желєзнова» Максима Горького — Сергій Петрович;
- «Красень чоловік» Олександра Островського — Наум Федотич Лотохін.

### Фільмографія
- 1958 — «Зміна починається о шостій», в епізоді;
- 1959
  - «Спрага», провідник
  - «Зелений фургон», повстанець;
  - «Виправленому вірити», Морений;
- 1960 — «Стрибок на зорі», відвідувач кафе «Ластівка»;
- 1961
  - «Смугастий рейс», міліціонер-регулювальник;
  - «Водив поїзди машиніст», капітан міліції;
- 1962 — «У твого порога», єфрейтор Перекалін;
- 1963
  - «Приходьте завтра...», Костя, хлопець Фросі;
  - «Постріл в тумані», Олексій Миколайович Кисельов, підполковник;
  - «Найповільніший поїзд», партійний працівник;
  - «Господиня Ведмежої річки», Іван Степанович;
- 1965
  - «Блакитна чашка»,  тато Світлани;
  - «Тайговий десант», бригадир підривників;
- 1966 — «Гіркі зерна», Павло;
- 1967
  - «Відплата»,  Василь Петрович Суворов, чоловік Сіми;
  - «Війна під дахами», комісар;
- 1968
  - «Повернення», Олексій;
  - «Штрихи до портрету В. І. Леніна»,  член Раднаркому;
- 1969
  - «Свій», Іван Михайлович Брагін, прокурор міста;
  - «Звинувачуються в убивстві», Щетінін, батько Олександра;
  - «Сини йдуть у бій», Сергій Сергійович Петровський, комісар;
- 1970
  - «Справа про…» (фільм-вистава), суддя;
  - «Зикови» (фільм-вистава), Муратов, лісник;
  - «Крадіжка», Дмитро Петрович Макаров, співробітник театру, чоловік Віри Іванівни;
  - «Море у вогні», Васильй Петрович Єфремов, начальник місцевої протиповітряної оборони Севастополя;
  - «Спецрейс Москва-Феодосія», полковник Комаров;
- 1970—1972 — «Руїни стріляють…», Пантелеймон Кіндратович Пономаренко;
- 1971
  - «Батько», Батько, командир партизанського загону;
  - «Життя і смерть дворянина Чертопханова», Дикий-Барин;
  - «Піднята цілина» (фільм-вистава), Семен Давидов;
  - «Про Ромку і його друзів» (фільм-вистава), перехожий;
- 1971—1972 — «День за днем», Костянтин Якушев;
- 1972
  - «За твою долю», Матвій;
  - «Вулиця без кінця», Андрій Миколайович Жданович, чоловік Каті Середи, художник-любитель;
- 1973
  - «Горя боятися — щастя не бачити», гість;
  - «Стара фортеця», Омелюстий;
- 1974
  - «Час її синів», Павло Трохимович Гуляєв, головний інженер заводу;
  - «Ще не вечір», Петро, чоловік Інни;
  - «Останній день зими»;
- 1975
  - «Мисливець за браконьєрами», завгосп;
  - «Слідство ведуть ЗнаТоКі. Удар у відповідь», капітан Андрій Іванович Медведєв, працівник ВБРСВ;
- 1976
  - «Недільна ніч», Віктор Семенович Манаєв;
  - «Запитай себе», Костров;
- 1977
  - «Ходіння по муках», Антон Іванович Денікін;
  - «Повернення сина», Іван Петрович, голова колгоспу;
  - «Гарантую життя», Князєв;
  - «Особисте щастя», Михайло Ерастович Бабулов, директор винного заводу і оптової бази;
  - «Хочу бути міністром», Юрій Матвійович;
- 1979
  - «Людина змінює шкіру», Комаренко;
  - «Екіпаж», Міша, диспетчер (до списання на землю — другий пілот);
  - «Щит міста»;
- 1980
  - «Золота стріла», «Дід», тренер;
  - «Контрольна смуга», в епізоді;
- 1981
  - «Державний кордон. Мирне літо 21-го року», Пан Ярема, польський комендант прикордонної служби;
  - «Люди на болоті», Глушак;
- 1982
  - «Дихання грози», Глушак;
  - «Бій на перехресті», начальник штабу;
  - «Лебеді в ставку», дружок Якоба по шпиталю;
  - «Опікуни» (фільм-вистава), Флор Федулич;
- 1983 — «Довге відлуння»;
- 1984
  - «Без сім'ї», містер Дріскол;
  - «Дуже важлива персона», Ракітін;
  - «Преферанс п'ятницями», Федоренко;
  - «Сніг у липні», Мирон Володимирович;
  - «Через всі роки»;
- 1985
  - «Джура — мисливець з Мін-Архара»;
  - «Катастрофу не дозволяю»;
  - «Не ходіть, дівчата, заміж», міністр Міністерства заготівель;
- 1986
  - «До розслідування приступити», Валентин Кринкін;
  - «Обличчям до обличчя», Андрій Петрович;
  - «Постарайся лишитись живим», генерал Мельников;
  - «Розмах крил», конструктор двигунів;
- 1987 — «Везуча людина», Зайковський;
- 1988
  - «І світло у темряві світить» (фільм-вистава), генерал;
  - «Червоний колір папороті», Єгор Юхимович Фролов;
  - «Об'єктивні обставини» (фільм-вистава), Постников, керівник Райенерго;
  - «Слони», Петро Фомович;
- 1989
  - «Вхід до лабіринту», Сергій Іванович Голіцин;
  - «Висока кров», господар;
  - «Фанат», Антонич;
  - «Чаша терпіння», Микола Опанасович, начальник;
- 1990
  - «Фанат 2», Антонич;
  - «Остання осінь», Олександр Петрович, великий цеховик «Філін»;
- 1992
  - «Без доказів», Роберт, господар пансіонату;
  - «Повітряні пірати», Володимир Васильович, начальник авіаслужби;
  - «Викрадачі води», Сарафанич, бандит;
  - «Щоб вижити», секретар ЦК;
- 1993
  - «Крик»;
  - «Чорний лелека», Август, голова колгоспу;
- 1994 — «Шляхтич Завальня, або Білорусь у фантастичних оповіданнях», Юхим, слуга;
- 1995 — «Авантюра», Тарас Тарасович, генерал СБУ;
- 2004 — «МКР є МКР», Євген Овсійович Межаков («Комерція»);
- 2005
  - «Аеропорт», Юрій Петрович, директор аеропорту;
  - «Отаман», президент;
  - «МКР є МКР 2», Євген Овсійович Межаков («Комерція»);
- 2006—2007 — «Кохання як кохання», дід Гліб;
- 2011 — «Фанат 3: Повернення «Малюка»», Антонич.

озвучування
- 1958 — «Вони звали його Аміго», Петер Госсе;
- 1968 — «Каратель», священник;
- 1981 — «Білий танець», читає текст;
- 1983 — «Героїчна пастораль», Юзеф Лопух.

## Відзнаки
- Заслужений артист РРФСР з 1970 року;
- Народний артист Росії з 2 лютого 1993 року[4];

Лауреат:
- V-го Всесоюзного кінофестивалю за роль у фільмі «Батька» (1972, Тбілісі);
- IX-го Всесоюзного кінофестивалю за роль у фільмі «Час її синів» (1976, Фрунзе).
- Державної премії СРСР (1984; за участь у фільмі «Люди на болоті»).

Нагороджений орденами Російської Федерації:
- Дружби (22 лютого 2003);
- Пошани (3 грудня 2007)[2].